# Airbus A319
L'Airbus A319 és un avió civil de passatgers d'Airbus. És un model escurçat derivat de l'Airbus A320, amb canvis mínims. Com que té els mateixos dipòsits de combustible, però menys passatgers (124 en configuració de 2 classes), el seu abast es veu augmentat fins a 7.200 km, el major de la seva classe. Igual que l'A320, té control per senyals elèctrics i usa els mateixos motors. Va ser certificat el 1996, el mateix any en què va entrar en servei amb Swissair.

## Variants
- A319CJ: És una versió executiva de l'A319. Té tancs addicionals de combustible instal·lats a la bodega de càrrega, la qual cosa augmenta la seva autonomia fins als 12.000 km.[4][5] Pot ser reconvertit a un A319 de passatgers traient-li els tancs extra, el que augmenta el seu valor de revenda. També és conegut com a ACJ (Airbus Corporate Jet). Pot portar fins a 39 passatgers i pot ser dissenyat pels seus propietaris en gairebé qualsevol configuració. Competeix amb altres jets privats com el Gulfstream V, el Boeing BBJ o el Bombardier Global Express. Porta els mateixos motors que l'A320. És l'avió d'ús oficial del President de la República Francesa,[6] i el president d'Ucraïna(Empresa estatal d'aviació "Ucraïna").

- A319LR: és la versió de llarg abast de l'A319. L'autonomia típica de l'A319LR augmenta fins a 8.300 km en comparació amb l'A319 estàndard.[7] Qatar Airways va ser el client de llançament, rebent dos A319-100LRs,  PrivatAir va rebre dos A319LR el 2003,[8]  i Eurofly en va adquirir dos el 2005.[9]